# 공천
공천(公薦)은 선거할 때 정당에서 후보를 추천하는 일이다.
일반적으로 국회의원 총선거와 지방선거에 출마하는 후보들을 추천할 때를 뜻하며 대통령선거에 출마하는 후보를 추천하는 일은 경선(競選)이라고 한다. 
각 선거구에서 각 정당이 추천하는 인원은 소선거구제에서는 1명, 중선거구나 대선거구에서는 해당 선거구에서의 선출 인원 이내이다. 소속 정당에서 공천받지 못 한 예비후보가 탈당 후 무소속으로 출마하기도 하는데, 이 때 무소속으로 출마할 후보자가 법으로 정해진 시한까지 탈당을 완료하지 않은 상태로 무소속으로 출마하게 되면 후보 등록이 무효가 된다.
국민의힘의 영남 지방나 더불어민주당의 호남 지방과 같이 당선확률이 높은 선거의 공천 경쟁률은 매우 높고 반대로 더불어민주당의 영남 지방이나 국민의힘의 호남 지방과 같이 당선확률이 낮은 선거구에서의 공천은 아예 신청하는 후보가 없기도 한다.